# Соколов, Илья Алексеевич
Илья Алексеевич Соколо́в (7 (19) июля 1890, с. Фили — 8 февраля 1968, г. Москва) — советский график, лауреат Сталинской премии (1951), член-корреспондент АХ СССР (1954), Заслуженный деятель искусств РСФСР (1955), Народный художник РСФСР (1963).

## Биография
Родился в 1890 году в селе Фили (ныне Москва) в семье крестьянина, работавшего в Москве письмоносцем.
Шесть лет работал учеником под наставничеством Г. Д. Почётного в иконописной мастерской. Затем в 1909—1911 годах учился в Москве в частной школе живописи художника Анатолия Петровича Большакова (1870—1937).
Принимал участие в Первой мировой войне, побывал в плену.
В 1919 году приглашён в московский Пролеткульт, где сначала работал помощником в живописной мастерской С. М. Колесникова. В том же году под влиянием В. Д. Фалилеева выполнил первую работу в технике гравюры на линолеуме. Перейдя в графическую мастерскую Фалилеева, стал его ассистентом, а после ухода Фалилеева в 1921 году возглавил мастерскую. В 1922 году ушёл из Пролеткульта.
Работал по договорам для Товарищества «Советский график», издательства «Изогиз», Комбината графических искусств.
Экспонент выставок «Мира искусства», член АХРР (1924). Участвовал во многих крупных выставках, в том числе и юбилейных — «Художники РСФСР за XV лет» (1932—1933) и «15 лет РККА». До 1933 года прошли три персональных выставки художника.
Жил в Москве. Умер 8 февраля 1968 года в Москве.

## Творчество
Работал преимущественно в технике цветной линогравюры, акварели, гуаши.
В числе первых обратился к произведениям на индустриальные темы. Серии цветных линогравюр, посвящённые заводу «Серп и молот» (1932) и строительству Кузнецкстроя, выполнены в духе социалистического реализма. Выполнил ряд пейзажей, посвящённых природе Подмосковья, в частности цветную линогравюру «Осень. Кузьминки» (1937)
В 1942—1944 годах создал цикл линогравюр «Москва в 1942 году». В тот же период выполнил портрет генерала И. В. Панфилова.
После войны работал над сериями гравюр, посвящённых местам, связанным с жизнью и деятельностью В. И. Ленина и А. М. Горького.
Ряд работ И. А. Соколова отмечен государственными премиями. Его произведения находятся в собраниях ГРМ, ГТГ, Государственного исторического музея, Центральном музее Вооруженных сил России, Музее современной истории России и других музеях России.

## Звания, награды и премии
- 1951 — Сталинская премия третьей степени в области графики — за серию цветных линогравюр на темы социалистического труда и серию акварелей «Музей детства А. М. Горького»[6]
- 1954 — член-корреспондент АХ СССР
- 1955 — Заслуженный деятель искусств РСФСР
- 1963 — Народный художник РСФСР